# Котов, Иван Васильевич
Ива́н Васи́льевич Ко́тов (7 января 1920, дер. Ликша, Петроградская губерния — 28 августа 2000, Санкт-Петербург) — советский и российский экономист, профессор Петербургского университета. Герой Советского Союза.

## Биография
Родился 7 января 1920 года в деревне Ликша Гдовского уезда Петроградской губернии. В 1935 году окончил семилетнюю школу, в 1938 году — Лужское педагогическое училище. В составе группы из 18 выпускников-добровольцев уехал на Дальний Восток, где работал учителем в селе Херпучи Хабаровского края: преподавал в начальных и 6-х классах (алгебра, геометрия, физика); вёл занятия по ликвидации безграмотности со взрослыми. Вступил в комсомол, был секретарём комсомольской организации школы.
В июне 1940 года был призван в армию; после подготовки в учебном отряде Тихоокеанского флота (Владивосток) служил связистом службы наблюдения и связи, затем в штабе Северной Тихоокеанской флотилии.

### Великая Отечественная война
С началом войны продолжал служить на берегу Татарского пролива у Советской Гавани. С августа 1942 года прошёл переподготовку в 119 запасном полку; с октября 1942 года — командир отделения артиллерийской разведки в 436-м отдельном истребительном противотанковом дивизионе (Центральный фронт), затем — командир огневого взвода того же дивизиона; в этой должности воевал до конца войны.
С декабря 1942 года — в боях; участвовал в сражениях на Курско-Орловской дуге (1943), в Орловской (1943) и Брянской операциях (1943), в боях под Могилёвом, Жлобином, Рогачёвом (1943—1944), в Бобруйской операции (1944).
8 сентября 1944 года при обороне Наревского плацдарма, форсировав реку Нарев, его взвод занял позицию и в течение 6 дней держал оборону, уничтожив четыре «тигра» и не менее роты автоматчиков. Этот участок обороны потом называли «Лес смерти». 18 ноября 1944 года за этот бой оставшиеся в живых артиллеристы, в том числе И. В. Котов, были удостоены звания Герой Советского Союза.
В 1945 году участвовал в боях за Восточную Пруссию (окружение и уничтожение восточно-прусской группировки). Войну закончил в Тигенхофе.

### Мирное время
В 1945 году участвовал в физкультурном параде. Демобилизован в 1946 году.
В 1951 году с отличием окончил экономический факультет Ленинградского университета, после чего преподавал политэкономию на математико-механическом, историческом и философском факультетах университета.
В 1959 году прошёл переподготовку по курсу «Экономическая кибернетика». С 1960 года возглавлял кафедру экономико-математических расчётов.

Только Герой Советского Союза смог бы в это время возглавить и руководить кафедрой экономической кибернетики.— Л. В. Канторович, лауреат Нобелевской премии по экономике
В 1973 году награждён дипломом лауреата университетской премии за научную работу «Применение математических методов в экономике и политической экономии социализма».
Состоял членом Советского комитета ветеранов войны.

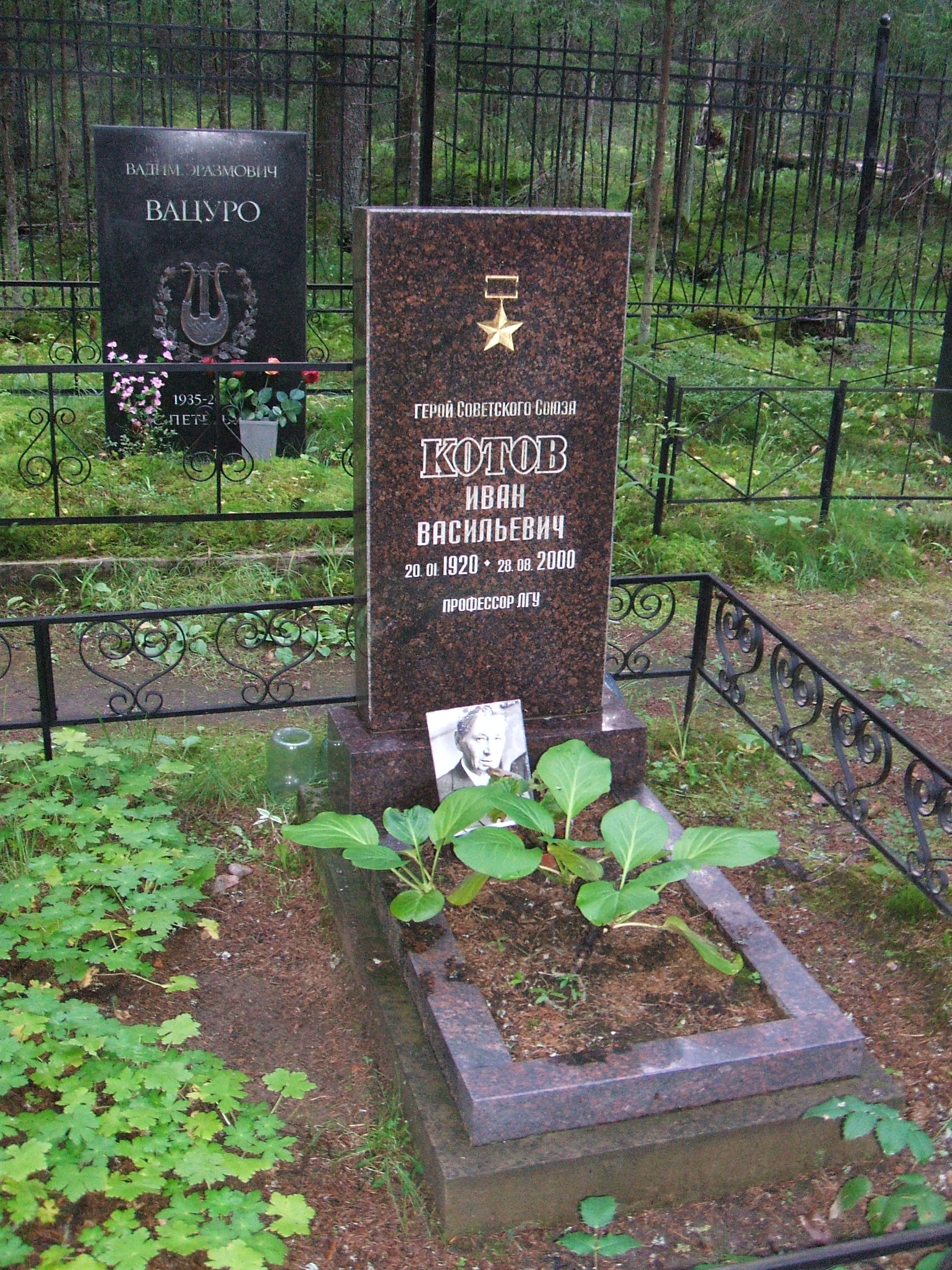
Могила Героя Советского Союза И. В. Котова.

Похоронен на кладбище посёлка Комарово (Курортный район Петербурга).

## Научная деятельность
В 1956 году защитил кандидатскую, в 1973 — докторскую диссертацию. Профессор (1976).

### Избранные труды
Источник — Электронные каталоги РНБ
- Котов И. В. О взаимосвязи экономических законов при социализме : Автореферат дис. … канд. экон. наук. — Л., 1956. — 17 с.
- Котов И. В. Применение математических методов в экономике и политическая экономия социализма. — Л. : Изд-во Ленингр. ун-та, 1972. — 168 с.
- Котов И. В. Применение математических методов в экономике и политическая экономия социализма : Автореф. дис. … д-ра экон. наук. — Л., 1973. — 67 с.
- Котов И. В., Лисицын В. Ю., Воронцовский А. В. и др. Математическое моделирование макроэкономических процессов : [Учеб. пособие для вузов по спец. «Экон. кибернетика»] / Под общ. ред. И. В. Котова. — Л. : ЛГУ, 1980. — 232 с.
  - Моделирование народнохозяйственных процессов : [Учеб. пособие для вузов по спец. «Экон. кибернетика»] / Под общ. ред. И. В. Котова. — [2-е изд., испр. и доп.]. — Л. : Изд-во ЛГУ, 1990. — 286 с.

## Награды
- Орден Отечественной войны I степени (2.12.1943)[8]
- Орден Красного Знамени (9.7.1944)[9]
- звание Герой Советского Союза с вручением медали «Золотая Звезда» и ордена Ленина (18.11.1944)
- Орден Отечественной войны II степени (30.1.1945)[9]
- Орден Отечественной войны I степени